# Sagittarius A*
Acest articol este despre gaura neagră din centrul Căii Lactee. Pentru regiunea din împrejurime, vedeți Sagittarius A.
Sagittarius A* (în engleză (/ˈeɪ stɑːr/ AY star), Săgetătorul A-Stea, prescurtat Sgr A*) este gaura neagră supermasivă din Centrul Galactic al Căii Lactee. Este situată lângă granița constelațiilor Săgetătorul și Scorpionul, la aproximativ 5,6° sud de ecliptică, vizual aproape de roiul Fluturele (M 6) si Lambda Scorpii.
Obiectul este o sursă radio astronomică luminoasă si foarte compactă. Numele Sagittarius A* este urmărit din motive istorice. In 1954, John D. Kraus, Hsien-Ching Ko, și Sean Matt au enumărat sursele radio pe care le-au identificat folosind radio telescopul Ohio State University la 250 MHz. Sursele erau aranjate de constelație, iar litera atribuită era arbitrar, cu litera A denotând cea mai luminoasă sursă radio in constelație. Asteriscul * este pentru că descoperirea acestuia a fost considerat "entuziasmant", în paralel cu nomenclatura pentru statul entuziasmat al atomilor care sunt denotați cu un asteric (e.g. statul entuziasmat al Heliului ar fi He*). Asteriscul a fost atribuit în 1982 de Robert L. Brown, care a ințeles că cea mai puternică emisie de sursă radio din centrul galaxiei părea să se fi datorat unui obiect compact nontermal.
Observațiile mai multor stele care orbitează Sagittarius A*, în special steaua S2, au fost folosite pentru a determina masa și limitele superioare ale razei obiectului. Bazat pe masa si limitele de rază din tot în ce mai precise, astronomii au ajuns la concluzia că Sagittarius A* este gaura neagră supermasivă a centrului Căii Lactee. Valoarea prezentă a mesei sale este de 4.154±0.014 milioane mase solare. Inițial nerezolvată într-o zonă de emisie radio mai mare, numită Sagittarius A, a fost ulterior decelată dintre toate sursele care formează această zonă de emisie, împreună cu Sgr A Est și Sgr A Vest. Utilizarea asteriscului din numele său semnifică faptul că, spre deosebire de Sgr A Est și Sgr A Vest, este vorba de o sursă cvasipunctuală și nu de o sursă întinsă.
Reinhard Genzel și Andrea Ghez au primit Premiul Nobel pentru fizică din 2020 pentru descoperirea că Sagittarius A* este un obiect compact supermasiv, pentru care o gaură neagră este singura explicație plauzibilă în acea perioadă.
Pe 12 mai 2022, astronomii, folosind Telescopul Event Horizon, au dezvăluit publicului o fotografie a discului de acreție împrejurul orizontului lui Sagittarius A*, care a fost obținută folosind date din observațiile radio din aprilie 2017, și care a confirmat că obiectul este o gaură neagră. Aceasta este a doua imagine confirmată a unei găuri negre, după gaura neagră supermasivă din Messier 87 (2019).

## Observare și descriere
În 2002, o echipă internațională condusă de Rainer Schödel de le Institutul Max-Planck de Fizică Extraterestră a observat mișcarea stelei S2 din apropierea Sagittarius A* pe o durată de zece ani și a obținut dovada că Sagittarius A* conține un obiect extrem de masiv și de compact. Aceste observații sunt compatibile cu ipoteza potrivit căreia ar conține o gaură neagră. Prin deducție, masa sa a fost estimată la 3,7 de milioane de mase solare, limitate într-o rază de mai puțin de 120 unități astronomice (unitatea astronomică este egală cu distanța dintre Pământ și Soare).
În 2005, echipa lui Shen Zhi-Qiang, după observații ale Sagittarius A* prin interferometrie, a arătat că radiosursa compactă este conținută într-o sferă cu raza de o unitate astronomică.

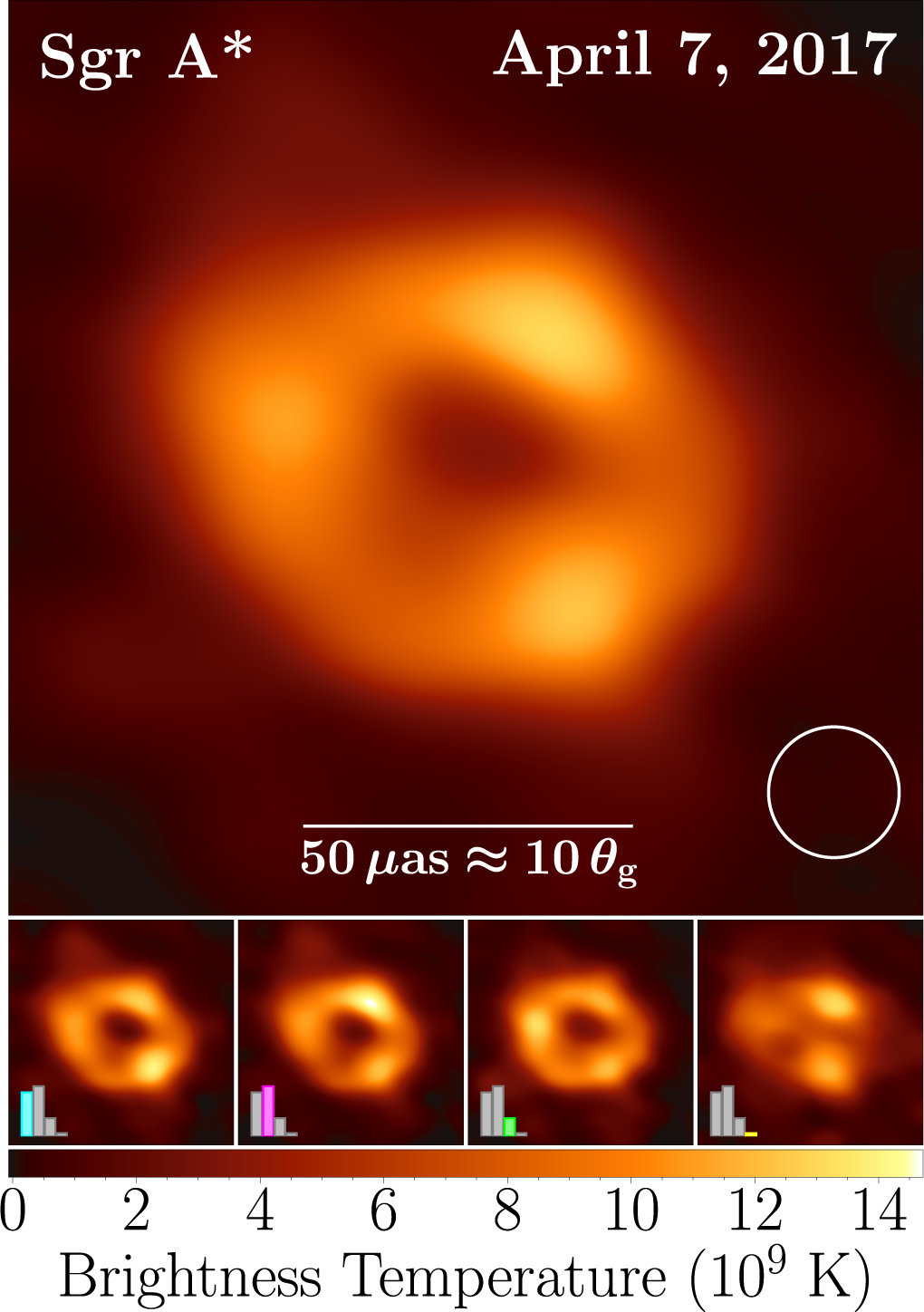
Sagittarius A* văzută prin interferometrie în unde radio (Event Horizon Telescope, 2022). Cele trei pete de pe discul de acreție corespund unor turbulențe.

În aprilie 2017 au început observațiile asupra Sgr A* prin interferometrie de către radiotelescoapele care constituie Event Horizon Telescope, cu scopul de a produce o imagine cu bună rezoluție a discului de acreție în jurul găurii negre. Aceasta a fost dezvăluită publicului la 12 mai 2022 de către echipa Observatorului European Austral și este a doua imagine a unei găuri negre obținute vreodată, după aceea a M87*.

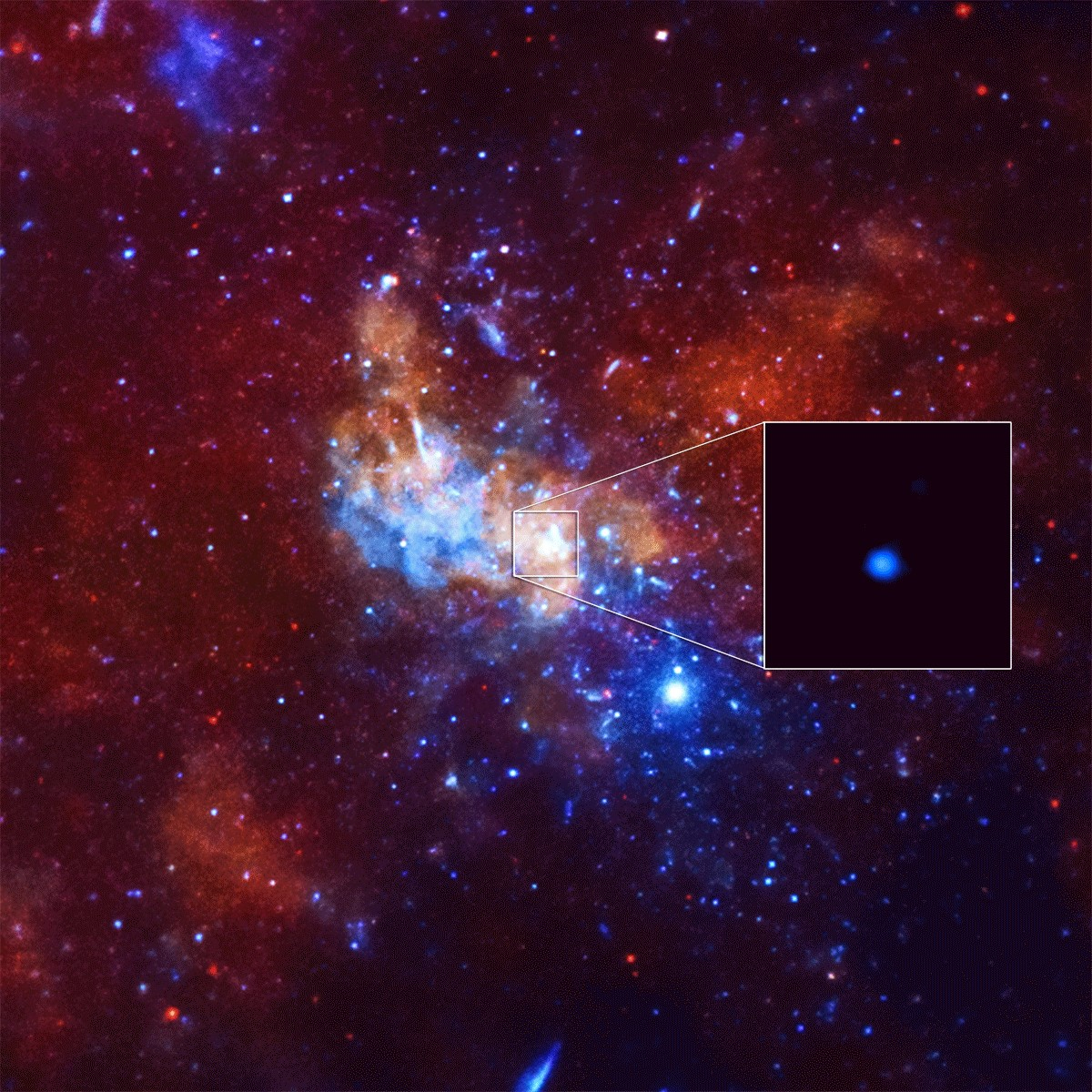
Detectarea unui semnal X-ray de la Sgr A*

Această observație a confirmat masa de 4,152 milioane de mase solare a găurii negre. Văzut de pe Terra, diametrul găurii negre Sgr A* este de 20 μas (microsecunde de arc). Cea a M87* este mult mai masivă și mai mare: inelul de lumină are un diametru de circa 104 miliarde de kilometri, în timp ce gaura neagră însăși este de 6,5 miliarde (± 0,7) de mase solare, cu un diametru de 38,4 miliarde (± 4,1) de kilometri (în comparație, de circa 3,2 ori axa mare a orbitei lui Pluto), însă este mult mai îndepărtată de Soare decât Sagittarius A*, M87 se află la o distanță de 16,757 Mpc (± 2,949), adică 54,65 milioane de ani-lumină (± 9,62), adică 5,171 e20 km (± 0,919), pentru precizie; ceea ce explică faptul că diametrul său aparent — care poate fi calculat prin câtul diametrului orizontului găurii negre, 38 de miliarde de km, prin această distanță în km, un cât foarte mic (7,35 10−11), cvasiidentic cu sinusul sau tangenta la unghiul, dat în radiani, pentru a fi convertit în secunde de arc, prin împărțirea la 2 π și înmulțirea cu 360 x 3600 — este 15 μas, adică de același ordin de mărime ca pentru Sagittarius A*, în timp ce talia inelului luminos al M87* este de 42 μas, iar talia orbitei lui Pluto ar fi de 5 μas. Pentru Sgr A* mult mai mic, dar mult mai aproape, comparația taliei / mărimii sale aparente de 20 μas poate fi făcută cu orbita lui Mercur care ar fi de 95 μas.
În data de 12 mai 2022, prima imagine a lui Sagittarius A* a fost lansată de Event Horizon Telescope Collaboration. Imaginea, care este bazată pe date radio interferometru luate in 2017, confirmă că obiectul conține o gaură neagră. Aceasta este a doua imagine a unei găuri negre. Această imagine a luat cinci ani de calculații de procesat. Datele au fost colectate de opt observatoare radio în șașe sit-uri geografice. Imaginile radio au fost produse din date de sinteză diafragmei, de obicei de la observații lungi de noapte de la surse stabile. Emisiile radio de la Sgr A* variază bazate pe ordinul minutelor, complicând analiza.
Resultatul lor dă o dimensiune unghiulară generală de 51.8±2.3μas. La o distanță de 26,000 ani-lumină (8,000 parseci), aceasta dă randoment un diametru de 51.8 milioane kilometrii (32.2 milioane mile). Ca drept comparație, Pământul este la 150 milioane kilometrii (1,0 unității astronomice; 93 milioane mile) distanță de Soare, iar Mercur este la 46 milioane kilometrii (0,31 AU; 29 mi) de la Soare la perehelion. Mișcarea corespunzătoare a lui Sgr A* este de aproximativ −2.70 mas pe an pentru ascensia dreaptă si −5.6 mas pe an pentru declinație. Măsurătoarea telescopului a acestor găuri negre a testat teoria relativității a lui Einstein mai riguros decât în trecut, iar rezultatele se potrivesc perfect.
În 2019, măsurătorile făcute cu High-resolution Airborne Wideband Camera-Plus (HAWC+) montat pe aeronava SOFIA dezvăluiesc că câmpurile magnetice cauzează inelul înconjurător de gaz și praf, cu temperaturi de la 99.8 spre 9,977.6 K (−173.3 spre 9,704.4 °C; −280 to 17,500 °F), să curgă intr-o orbită în jurul lui Sagittarius A*, ținând emisii de găuri negre scăzute.
Astronomii nu au putut să observe Sgr A* în spectrul optic din cauza efectului de 25 de magnitudini de extincție de praf și gaz de la sursă și Pământ.

## Natură
În cursul anilor 1990, a apărut ideea că un număr de galaxii masive adăpostesc în ele o gaură neagră supermasivă. Dacă era logic ca Calea Lactee să nu fie o excepție de la această regulă, gaura neagră din centrul ei a fost mai greu de evidențiat din cauza activității sale electromagnetice slabe, rezultată direct din cantitatea mică de material pe care o „înghite” în prezent. Prima dovadă consensuală a existenței unei găuri negre la originea emisiei radio a lui Sgr A* a fost obținută la sfârșitul anilor 1990, când observațiile făcute la scară unghiulară suficient de mare au permis să se rezolve individual un număr de stele situate în imediata proximitate a centrului geometric al Galaxiei Noastre.
În fapt, aceste stele sunt atât de aproape de gaura neagră centrală încât orbitează în jurul acesteia în câteva decenii, cea mai rapidă, numită S62, încheind o revoluție completă în jurul găurii negre în aproximativ 9,9 ani. Astfel, este posibil în câțiva ani de observare să se evidențieze porțiunea de orbită acoperită în acest interval de timp și să de deducă masa obiectului central prin intermediul celei de-a treia legi a lui Kepler.
Măsurile obținute indică faptul că obiectul central are o masă de 4,152×106 de mase solare, concentrată într-o rază care nu depășește 1 au. Gaura neagră are această masă, la o rază de 12,264 de milioane (± 0,041) de kilometri, adică de 18 ori raza Soarelui. Distanța acestui obiect este estimată mulțumită orbitelor stelelor S29, S55, S300 și altele: 8.178 ± 13stat ± 22sys parseci, adică 26.673 de ani-lumină (± 42).
Nicio formă cunoscută de materie, în afară de găurile negre, nu este susceptibilă să fie atât de comprimată într-un astfel de spațiu, în timp ce este atât de slab luminoasă.

## Astre pe orbită în jurul obiectului astronomic Sagittarius A*

### Stele
Există un număr de stele pe orbită apropiată în jurul obiectului Sagittarius A*, care sunt cunoscute în mod colectiv ca „stelele S”. Aceste stele sunt observate în principal în lungimi de undă în infraroșu în bandă K, deoarece praful interstelar limitează drastic vizibilitatea în lungimile de undă vizibile.

Orbite ale stelelor care gravitează în jurul găurii negre din Centrul nostru Galactic.

| Denumirea | Denumirea | Separare unghiulară θ (″) | Semiaxa majoră a (ua)  | Excentricitate orbitală e         | Perioada de revoluție P (a) | Data trecerii la Periapsidă\|pericentru T0 (an) | Referință     |
| --------- | --------- | ------------------------- | ---------------------- | --------------------------------- | --------------------------- | ----------------------------------------------- | ------------- |
| S1        | S0-1      | 0,412 ± 0,024             | 3 300 ± 190            | 0,358 ± 0,036                     | 94,1 ± 9,0                  | 2002,6 ± 0,6                                    | [ 36 ]        |
| S2        | S0-2      | 0,122 6 ± 0,002 5         | 980 ± 20 919 ± 23      | 0,876 0 ± 0,007 2 0.8670 ± 0.0046 | 15,24 ± 0,36 14.53±0.65     | 2002,315 ± 0,012 2002.308 ± 0.013               | [ 36 ] [ 37 ] |
| S8        | S0-4      | 0,329 ± 0,018             | 2 630 ± 140            | 0,927 ± 0,019                     | 67,2 ± 5,5                  | 1987,71 ± 0,81                                  | [ 36 ]        |
| S12       | S0-19     | 0,286 ± 0,012             | 2 290 ± 100            | 0,902 0 ± 0,004 7                 | 54,4 ± 3,5                  | 1995,628 ± 0,016                                | [ 36 ]        |
| S13       | S0-20     | 0,219 ± 0,058             | 1 750 ± 460            | 0,395 ± 0,032                     | 36 ± 15                     | 2006,1 ± 1,4                                    | [ 36 ]        |
| S14       | S0-16     | 0,225 ± 0,022             | 1 800 ± 180 1680 ± 510 | 0,938 9 ± 0,007 8 0,974 ± 0,016   | 38 ± 5,7 36 ± 17            | 2000,156 ± 0,052 2000,201 ± 0,025               | [ 36 ] [ 37 ] |
| S62       |           |                           |                        |                                   | 9,9                         |                                                 |               |
| S55       | S0-102    |                           |                        | 0,68 ± 0,02                       | 11,5 ± 0,3                  | 2009,5 ± 0,3                                    | [ 38 ]        |

### Alte obiecte
Obiecte de natură nedeterminată orbitează și în jurul obiectului astronomic Sagittarius A*: primele descoperite sunt G1 (descoperit în 2005), G2 (descoperit în 2012) și G3, G4, G5, G6 (descoperite în 2020 la mai puțin de 0,04 pc de gaura neagră.) Aceste șase obiecte sunt probabil de aceeași natură și specifice împrejurimilor găurilor negre supermasive.

## Disc de acreție
Discul de acreție al Sgr A* conține gaz cald (la circa 107K) și gaz rece (la o temperatură cuprinsă între 102K și 10 4K. În 2019, o primă observare a porțiunii reci a discului de gaz a reușit; temperatura sa este de 104K și este situat la 1.000 ua de orizontul găurii negre. Rotația sa a putut fi pusă în evidență, ceea ce a permis să i se estimeze masa între 10-6M☉ și 10-5M☉, cu o densitate cuprinsă între 105 și 106 atomi pe centimetru cub.